# بروتون في بي إن
بروتون في بي إن (بالإنجليزية: ProtonVPN)‏ هي مزود خدمة شبكة افتراضية خاصة (VPN) تديره الشركة السويسرية ProtonVPN AG. وهي شركة تابعة لشركة Proton Technologies AG التي تقف وراء خدمة البريد الإلكتروني ProtonMail. وفقًا لموقع الويب الرسمي لـ ProtonVPN، تتشارك ProtonVPN و ProtonMail نفس فريق الإدارة والمكاتب والموارد الفنية، ولكن يتم تشغيل ProtonVPN تحت اسم شركة ProtonVPN AG لأسباب قانونية تتعلق بالمسؤولية والأمن.

## الشركة
إن ProtonVPN AG هي شركة تابعة لـ Proton Technologies AG، وهي الشركة التي تقف وراء خدمة البريد الإلكتروني ProtonMail و Fondation Genevoise pour l'Innovation Technologique (FONGIT)، وهي مؤسسة غير ربحية تمولها اللجنة الفيدرالية السويسرية للتكنولوجيا والابتكار. وفقًا لموقع الويب الرسمي لبروتون في بي إن، ProtonVPN AG هي شركة تابعة مملوكة بالكامل لشركة Proton Technologies AG.

## الميزات
يدير ProtonVPN (حتى 13 نوفمبر 2019) 563 خادمًا في 43 دولة. جميع الخوادم مملوكة لشركة ProtonVPN ويتم تشغيلها من خلال شبكة الشركة، الخدمة متاحة لنظام التشغيل ويندوز، ماك، أندرويد، آي أو إس، كما تحتوي على أداة سطر أوامر لنظام التشغيل Linux.
يستخدم ProtonVPN OpenVPN (UDP / TCP) وبروتوكول IKEv2 مع تشفير AES-256. تتبع الشركة سياسة صارمة لعدم تسجيل بيانات اتصال المستخدم، كما تمنع تسرب DNS و Web-RTC مما يمنع كشف عناوين IP الحقيقية للمستخدمين. يشمل ProtonVPN أيضًا على دعم وصول Tor ومفتاح قتل لإيقاف الوصول إلى الإنترنت في حالة فقدان الاتصال بالخدمة.

## التقييم
في مراجعة يوليو 2017 التي قام بها موقع TechRadar، حصلت خدمة ProtonVPN على أربعة نجوم من أصل خمسة. وبحسب الموقع "ProtonVPN يوفر أمان كبير ونحن نحب عميل ويندوز، ولكن هناك خدمات أرخص متوفرة". وفي استعراض للنسخة المجانية لشهر نوفمبر 2017 من قبل نفس كاتب موقع TechRadar قال: "إذا كنت لا تحتاج إلى اختيار أكثر من ثلاثة مواقع فقط، فإن خطة ProtonVPN المجانية هي خيار ممتاز، إنها تستحق الاستخدام"، وفي مراجعة أخرى للخطة المدفوعة في شهر نوفمبر 2017 بواسطة موقع الخصوصية One One، حصلت ProtonVPN على تقييم فاتر، (خاصةً بسبب ارتفاع سعر الاشتراك)، وقال الكاتب أن هناك خدمات أفضل متاحة في السوق".
في مراجعة PC Magazine UK لشهر يناير 2019، حصلت الخدمة على 4.5 من 5 نقاط، مع أمان جيد للغاية وأداء معقول، ولكن مع عدد قليل من مواقع الخوادم.
في شهر سبتمبر 2019، قام موقع Travel Center بتصنيف ProtonVPN كأفضل خدمة VPN للمسافرين، مشيرًا إلى أمانها الجيد و «جودة خدمة العملاء».